# Francesco Usper
Francesco Usper (* 1. November 1561 in Rovigno; † im Februar oder März 1641 in Venedig; Geburtsname Francesco Spongia / Sponga) war ein italienischer Komponist, Organist und Priester.

## Leben und Wirken
Francesco Usper, der einer istrischen Adelsfamilie entstammte, war ab 1564 Schüler des bedeutenden Andrea Gabrieli in Venedig. 1595 widmete er seine ersten gedruckten Werke „Ricercari, et arie francesi…“ dem venezianischen Patrizier Ludovico Usper, dessen Namen er fortan trug. Im darauffolgenden Jahr wurde er Organist an der „Scuola Grande di San Giovanni Evangelista“. Er arbeitete zeitweise mit Claudio Monteverdi und Giovanni Battista Grillo zusammen. Er wurde 1623 zum ersten Organisten am Markusdom ernannt. Usper gilt als der erste Komponist, der 1619 die Technik des Concerto grosso in der ersten Sinfonia seiner „Compositioni Armonice“ eingesetzt hatte. Dies veranlasste den Musikhistoriker Alfred Einstein zu der Aussage „Ein Concerto Grosso von 1619“. In der kirchlichen Hierarchie wurde er 1624 zum Capo di Chiesa, dem Oberhaupt der Priesterschaft an der Scuolo Grande di S. Giovanni Evangelista gewählt.
Sein Neffe Gabriele Sponga war ebenfalls Komponist, eines seiner Werke hat eine gewisse Bedeutung in der frühen Violinmusik (Triosonate).

## Werke
- 1595 Ricercari, et arie francese a quattro voci Di Francesco Sponga
- 1604 Das Primo libro de' madrigali a cinque voci (Der venezianischen Adelsfamilie Lipomano gewidmet)
- 1614 Eine Sammlung Messen und Psalme Messe e Salmi da concertasi nel Organi di Franceso Usper (Dem Bischof von Parenzo gewidmet)
- 1619 Die Sammlung Compositioni Armoniche Motetten, Sinfonias, Sonaten, Canzonen, und Capricii für 1–8 Stimmen
- 1624 Due Motetti
- 1627 Die Sammlung Salmi Vespertini....